# سدوم وعمورة
سَدُوم وعَمُورة (بحسب ما جاء في التوراة) هي مجموعة من القرى التي خسفها الله بسبب ما كان يقترفه أهلها من مفاسد وفق ما جاء في النصوص الدينية. القصة مذكورة بشكل مباشر وغير مباشر في الديانات الإبراهيمية الثلاث الإسلام والمسيحية واليهودية. يعتقد كثير من الباحثين وعلماء الدين أن هذه القرى كانت تقع في منطقة البحر الميت وغور الأردن. بحسب المصادر العبرية فإن هذه القرى هي: سدوم، عمورة، أدومة، صبييم. حيث يُعتقد أن الله قد خسفها بأهلها حسبما جاء في النصوص الدينية، بسبب سوء خلقهم وإتيانهم الذكور من دون النساء.

## عرض

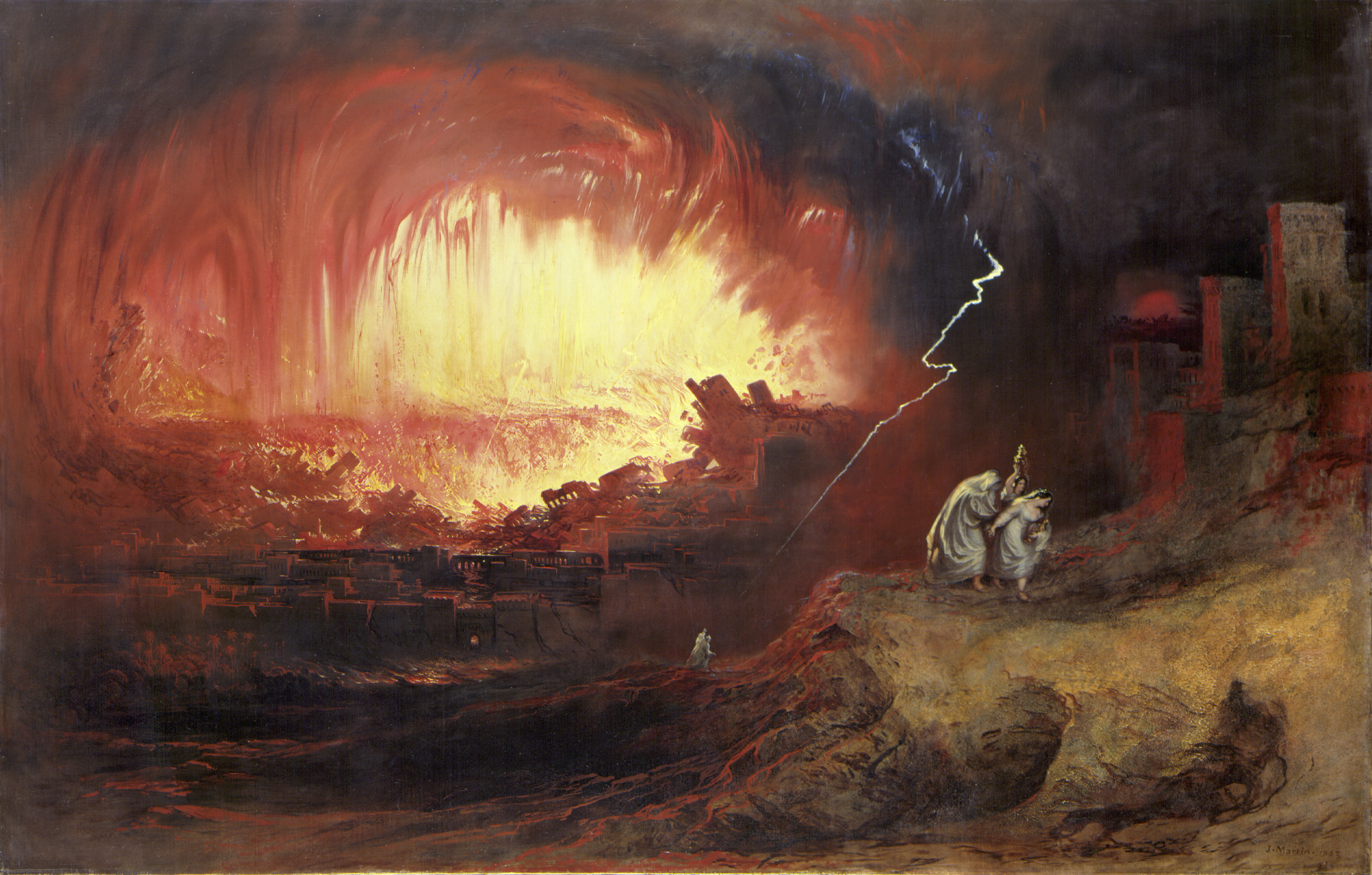
لوحة خسف سدوم وعمورة بريشة جون مارتن

بحسب التوراة، كانت مملكتي سدوم وعمورة متحدان مع مدينة أدومة، صبييم، وزوار. وقعت هذه المدن الخمس علي سهل نهر الأردن في المنطقة الجنوبية من كنعان. قورن السهل بجنات عدن Gen.13:10] لكونه خصب، ملئ بالحشائش، ومناسب لرعي الماشية. حل حكم الله عليهم، وابتُلِعَت أربعة منهم من النار والكبريت. كانت زوار المدينة الوحيدة الناجية. في الديانات الإبراهيمية، أصبحت سدوم وعمورة مثال علي الإثم السادر، وضُرِبَ مثل الانتقام الإلهي علي ما حل بهما من دمار.Jude 1:7] يذكر الإنجيل أن المدن دمرت بفعل آثام، كبرياء، وأنانية سكانهم وأيضًا الاغتصاب المتعمد.
استخدمت سدوم وعمورة عبر التاريخ وفي الوقت الحديث كاستعارة عن المثلية الجنسية. يرجع ذلك إلي تفسير النص الإنجيلي للعقاب الإلهي لسدوم وعمورة كنتيجة للمارستهم للمثلية الجنسية. يختلف عدد من العلماء المعاصرين مع هذا التفسير. تدرج بعض المجتمعات الإسلامية عقوبات متعلقة بسدوم وعمورة في الشريعة.

## العقاب الإلهي

### في المسيحية
تُروي قصة عقاب سدوم وعمورة في سفر التكوين 18–19. أتى ثلاثة رجال إلى إبراهيم في سهول مامري. بعدما استضافهما إبراهيم وسارة، أوحى الله إلى إبراهيم أنه سيؤكد له ما سمعه عن سدوم وعمورة لأن ذنبهم عظيم. ذهب الملكان إلى سدوم، ثم سأل إبراهيم الله ما إذا كان سيسفر عن المدينة إذا آمن منها خمسين شخصًا، فوافق الله على ذلك. توسل إبرهيم بعد ذلك إلى الله أن يرحمهم مرات عديدة، مقللًا عدد الأدعية مع مرور الزمن، وقد قبل الله كل الأدعية.

قابل الملكان لوط، وأقنعهما بالإيواء معه، وقدم لهما الطعام.
4 وَقَبْلَمَا اضْطَجَعَا أَحَاطَ بِالْبَيْتِ رِجَالُ الْمَدِينَةِ، رِجَالُ سَدُومَ، مِنَ الْحَدَثِ إِلَى الشَّيْخِ، كُلُّ الشَّعْبِ مِنْ أَقْصَاهَا. 5 فَنَادَوْا لُوطًا وَقَالُوا لَهُ: «أَيْنَ الرَّجُلاَنِ اللَّذَانِ دَخَلاَ إِلَيْكَ اللَّيْلَةَ؟ أَخْرِجْهُمَا إِلَيْنَا لِنَعْرِفَهُمَا».
رفض لوط أن يسلم ضيفيه إلى سكان سدوم:
هوذا لي ابنتان لم تعرفا رجلاً. أخرجهما إليكم فافعلوا بهما ما يحسن في أعينكم. وأما هذين الرجلين فلا تفعلوا بهما شيئاً، لأنهما لذلك دخلا تحت ظل سقفي.— سفر التكوين 19:8
فرفضوا عرضه، وذهبوا ليكسروا بابه. أنقذ الملكين لوط وقاموا بإعماء الرجال، ثم أفصحوا للوط عن مهمتهم لتدمير المدينة، وأمروا لوط أن يجمع عائلته ويرحل. أثناء هروبهم، أمر أحد الملكين لوط ألا ينظر إلي الوراء. فكانت سدوم وعمورة تدمران بالنار والكبريت، وعندما نظرت زوجة لوط ورائها، تحولت إلي عمود من الملح.

### في الإسلام
حسب القرآن، كان السبب الرئيسي وراء هلاك قوم لوط ممارستهم للمثلية الجنسية. بينما يعتقد بعض العلماء الغربيون أن سبب هلاك سدوم وعمورة كان مزيج من الاعتداء الجنسي، ممارسة السرقة، ومخالفتهم لقانون الضيافة.
تعدى قوم لوط حدود الله بشكل واعٍ. ودعا لوطٌ الله أن يقيه مما كانوا يفعلون. أُرسِل جبريل إلى لوط ليخبره عن ضرورة مغادرة المدينة. ينص القرآن على بقاء زوجة لوط في المدينة لتعديها حدود الله، وقابلت مصيرها في الكارثة التي حلت بالمدينة التي نجا منها فقط لوط وأهله.
سورة 26 (سورة الشعراء)–

### في اليهودية
بالرغم من ذِكر الأنبياء اليهود أن آثام سدوم وعمورة هي الزنى، الكبرياء، والبخل، فتري أغلبية التفاسير المتعلقة بسدوم وعمورة أن القصص عبارة عن استنكار تمثيلي للمثلية الجنسية. يرى ريكتور نورتون أن النصوص اليهودية القديمة تركز على قساوة وفقر ضيافة أهل سدوم للغريب عوضًا عن المثلية الجنسية. بعض الجرائم الأخرى التي ارتكبها أهل المدينتين حسب اليهودية تشمل عقاب الضحايا على جرائم ارتكبت في حقوقهم، إجبار ضحايا الاعتداء على دفع تعويض مادي على نزف المعتدي، وإجبار النساء على الزواج من الرجال الذين أجبروهم على إجهاض أطفالهن «تعويضًا» عن الطفل المُجهَض. عذب الأهالي أيضًا الزوار المقيمين عبر إمدادهم بأسرة متوسطة الحجم، فإذا كان الزائر أقصر طولًا من السرير قاموا بشد أطرافه حتى فُصِلَت، وإذا كان أطول قامة قاموا بقطع أرجله. نتيجة لذلك امتنع العديد عن زيارة المدينتين.

## المصداقية التاريخية
توجد قصص وأسماء تاريخية تتشابه مع القصص الإنجيلية لسدوم وعمورة. كما أن هناك بعض التفسيرات الطبيعية المقترحة للأحداث المذكورة، لكن لم يوجد أي موقع مُثبت أو ذو قبول واسع من الباحثين للمدينتين حتى الآن.

### النظرية الشمالية
يوم 15 أكتوبر 2015، أعلن عُلماء آثار أمريكيون عن عثورهم على بقايا بلدة ترجع للعصر البرونزي شرق نهر الأردن في تل الحمام، ويعود تاريخها إلى ما بين 3500 و 1540 سنة قبل الميلاد، حيثُ قال ستيفن كولينز، من جامعة ترينيتي في نيو مكسيكو، المشرف على عمليات التنقيب أن تلك القرية تتشابه مواصفاتها المذكورة في الكتاب المقدس والقرآن مع الآثار التي عثر عليها والتي يعود تاريخها للفترة ذاتها تقريبا. ويُذكر أن التنقيب عن هذه البلدة استمر 10 سنوات، أي منذ سنة 2005، إلى أن اُكْتُشِفَت. كولينز هو أيضًا بروفيسور في جامعة فيريتاس الدولية، وتؤمن الجامعتين بالمثالية الإنجيلية.

### النظرية الجنوبية
اكتشف وولتر راست وتوماس شوب وزاروا عدة مواقع محتملة للمدينتين في 1973، مثل باب الذراع، الذي حُفر في 1965 من قبل عالم الآثار بول لاب، وانتهى من حفره راست وشوب عقب موته. تشمل الاحتمالات الأخرى نميرة، الصافي، فيفا، خربة الخنازير، والذين زاراهما أيضًا. قالت نانسي لاب من مدرسة بيتسبرج اللاهوتية في 1993 أنه لم تكن فيفا مأهولة في العصر البرونزي وأنها ما كانت إلا مقبرة من العصر البرونزي المبكر بأسوار من العصر الحديدي، وأن الأبنية الظاهرة ترجع إلى العصري الحديدي والروماني. في خربة الخنازير كانت الأسوار التي عرفها راست وشاوب في 1973 كمنازل في الواقع أقباء لبقايا الموتي وليست منازل مأهولة. حسب شوب، دمرت نميرة في 2600 قبل الميلاد في عصر مختلف عن باب الذراع (2350-2067 قبل الميلاد).

### كارثة طبيعية
افتُرِض أنه إذا كان للقصة أساس تاريخي، فيمكن أن تكون كارثة طبيعية هي السبب في دمار المدينتين. ضمن الفرضيات زلزال ضرب البحر الميت بين 2100 و 1900 قبل الميلاد. يمكن لهذا الزلزال أن يكون قد تسبب في إطلاق أمطار من القطران الساخن على المدينتين. من المحتمل أن يكون زلزال هو ما دمر هذه المدن، خصوصًا إذا وقعت المدن على طول فالق كبير مثل أخدود وادي الأردن. هناك نقص في البيانات عن النشاطات السيسمية الواقعة في الإطار الزمني المناسب لدعم هذه النظرية. أدار فيليب سيلفيا، أستاذ باحث في جامعة ترينيتي ساوثويست، أبحاث علمية تبحث في نظرية دخول نيزك كبير نسبيًا أو حدوث انفجار جوي كبير يمكن أن يكون قد تسبب في دمار واسع في المنطقة وذُكِر في الإنجيل.

### نظريات أخرى
في 1976، ادعي جيوفاني بتيناتو ذِكر لوح مسماري حديث الاكتشاف في مكتبة قديمة في إبلا أسماء المدن الخمسة، وجني هذا الإدعاء إقبال البعض. بالرغم من ذلك، صرح ألفونزو أرتشي أن بالحكم على أسماء المدن المحيطة في القائمة المسمارية، تقع سي-دا-مو المذكورة في شمال سوريا وليس بالقرب من البحر الميت، وأن إي-ما-أر هو نطق بديل لـ إي-مار، المتعارف عنها كإيمار وهي مدينة قديمة بالقرب من إبلا. أجمع العلماء المعاصرون أعدم وجود علاقة بين إبلا وسدوم وعمورة.